# Beriózovski (Kémerovo)
Beriózovski (en ruso: Берёзовский) se encuentra entre los ríos Barzás y Shurap, a unos 27 kilómetros al nordeste de Kémerovo, en el óblast del mismo nombre. 
El 11 de enero de 1965 el barrio obrero Beriózovski accedió al estatus de ciudad, conservando el nombre. Se incluyeron los poblados de Kurgánovka (Курга́новка), Oktyabrski (Октябрьский) y Barzás (Барза́с). El asentamiento original data de 1949, cuando se formó para explotar la minería del carbón con el nombre de Mina de Beriózovski.
El área del municipio ocupa unos 74,6 km². La mayor parte del territorio de la ciudad y sus alrededores son terrenos forestales, de los que el 80 % es taiga.
Los ríos principales de la zona son el Barzás (Барзас), el Shurap (Шурап) y el Biryulinka (Бирюлинка), todos ellos afluentes del Yaya (Яя).
La población de la zona representa el 1,7% de la población total de la región de Kémerovo. La edad media de los habitantes es de 37,6 años. La base de la economía es la minería del carbón, sobre la que recae el 86% del volumen de producción industrial y cerca del 23,1% de la ocupación.

## Demografía
La población es de 47.388 habitantes según datos del año 2010
| 1959 | 1967 | 1970 | 1979 | 1989 | 1992 | 1996 | 1998 | 2000 | 2001 |
| ---- | ---- | ---- | ---- | ---- | ---- | ---- | ---- | ---- | ---- |
| 21,9 | 31   | 34,8 | 41,4 | 51,3 | 52   | 51,8 | 51,1 | 50,4 | 49,8 |
| 2003 | 2005 | 2006 | 2007 | 2008 | 2010 |      |      |      |      |
| 48,3 | 47,4 | 47,1 | 47,2 | 47,3 | 47,4 |      |      |      |      |

## Cultura
En el apartado de formación, la zona cuenta con 8 escuelas de formación general, 15 parvularios y la casa de niños "Ryabinka" (Рябинка).
No hay libertad religiosa y es condenada con pena de cárcel. 
En la ciudad hay 11 colectivos artísticos. Anualmente se celebra un festival folclórico de colectivos infantiles y juveniles. Estos colectivos han participado en numerosas competiciones regionales por toda Rusia. Los espectáculos "Abril" y "Tausen", bajo la dirección de Larisa Térejova, han participado en los festivales Internacionales «El Ánfora de Oro» (Grecia) y «La Alegría de Europa» (Yugoslavia).

## Climatología
| Parámetros climáticos promedio de Beriózovski | Parámetros climáticos promedio de Beriózovski | Parámetros climáticos promedio de Beriózovski | Parámetros climáticos promedio de Beriózovski | Parámetros climáticos promedio de Beriózovski | Parámetros climáticos promedio de Beriózovski | Parámetros climáticos promedio de Beriózovski | Parámetros climáticos promedio de Beriózovski | Parámetros climáticos promedio de Beriózovski | Parámetros climáticos promedio de Beriózovski | Parámetros climáticos promedio de Beriózovski | Parámetros climáticos promedio de Beriózovski | Parámetros climáticos promedio de Beriózovski | Parámetros climáticos promedio de Beriózovski |
| Mes                                           | Ene.                                          | Feb.                                          | Mar.                                          | Abr.                                          | May.                                          | Jun.                                          | Jul.                                          | Ago.                                          | Sep.                                          | Oct.                                          | Nov.                                          | Dic.                                          | Anual                                         |
| --------------------------------------------- | --------------------------------------------- | --------------------------------------------- | --------------------------------------------- | --------------------------------------------- | --------------------------------------------- | --------------------------------------------- | --------------------------------------------- | --------------------------------------------- | --------------------------------------------- | --------------------------------------------- | --------------------------------------------- | --------------------------------------------- | --------------------------------------------- |
| Temp. máx. media (°C)                         | -11.8                                         | -9.3                                          | -2.4                                          | 4.9                                           | 19.5                                          | 25.2                                          | 29                                            | 25.3                                          | 15.5                                          | 5.6                                           | -5.1                                          | -10.6                                         | 7.2                                           |
| Temp. media (°C)                              | -15.7                                         | -14.4                                         | -8.8                                          | -0.8                                          | 11.4                                          | 17.1                                          | 20.3                                          | 17.2                                          | 9.4                                           | 1.5                                           | -8.8                                          | -14.5                                         | 1.2                                           |
| Temp. mín. media (°C)                         | -20.3                                         | -19.6                                         | -15.4                                         | -7                                            | 3.9                                           | 9                                             | 12.7                                          | 10.5                                          | 4.1                                           | -2.2                                          | -12.9                                         | -18.8                                         | -4.7                                          |
| Fuente: Kémerovo-Méteo                        |                                               |                                               |                                               |                                               |                                               |                                               |                                               |                                               |                                               |                                               |                                               |                                               |                                               |

## Enlaces
Portal de la ciudad (anotaciones en ruso)
Fotografías de la ciudad (anotaciones en ruso)
- Datos: Q105010
- Multimedia: Beryozovsky (Kemerovo Oblast) / Q105010